# Раденко Лазаревић
Раденко Лазаревић (Стојник, код Аранђеловца, 28. август 1924 — Београд, 28. мај 2022) био је познати српски спелеолог. Завршио је Природно математички факултет, одсек Географија у Београду. Докторирао је 1959. године. Радио је као професор на Шумарском факултету у Београду, на Географском институту САНУ, у Савезном извршном већу (водопривреда), у Институту за Шумарство, од 1995. до 2007. на Природно математичком факултету у Бањалуци. Објавио је бројне књиге на теме спелеологије, глациологије, картирања ерозије, експерименталних истраживања водне ерозије, о клизиштима. Аутор је 170 научних радова из ових области, а урадио је више десетина спелеолошких пројеката и студија.
Од 30. јануара 2020. године, доношењем Одлуке о уврђивању назива улица и тргова на територији Града Бора, једна улица у селу Злот носи назив по Раденку Лазаревићу због његовог значаја у истраживању и описивању пећина у Злоту.

## Биографија
Детињство је провео у шумадијском селу Стојник смештеном између планина Космај и Букуља, где је стекао прва знања о природи, а и географији у сеоској основној школи Вук Караџић. Прве кораке живота научио је од оца Бошка и мајке Ангелине. Највећи утисак на цео његов будући живот оставио је деда Лазар, учесник Првог светског рата. 
После основне школе, завршене у родном месту, даље школовање је наставио у Београду. Географски одсек Природно-математичког факултета (специјалност геоморфологија), завршио је 1950. године, са просечном оценом 9,72. Докторирао је на истом факултету, 3. јула 1959. године. Од септембра 1944. године учествовао је у НОБ, а демобилисан је 1946. године. У току студија био је запослен у Централном већу Народне омладине Југославије, а затим у Географском институту Српске академије наука и уметности, као приправник-асистент за геоморфологију. У новембру 1957. године, запослио се у Савезној комисији за водопривреду, са звањем геоморфолог, а од 1963. године у Савезном секретаријату за пољопривреду и шумарство. Од марта 1966. године. налази се у Институту за шумарство и дрвну индустрију, Одељење за ерозију и мелиорације у Београду и то прво у звању научног сарадника, а од јануара 1975. године у звању научног саветника. Априла 1962. године изабран је за хонорарног доцента, за предмет Геоморфологија са хидрогеологјом, на Одсеку за ерозију и мелиорације Шумарског факултета у Београду, а од 1966. године је ванредни професор и ради до октобра 1975. године. Од средине 1968. године до средине 1973. године, био је руководилац Одељења за ерозију и мелиорације, а затим до октобра 1974. године, вршилац дужности управника Завода за ерозију, искоришћавање шума и прераду дрвета. У звању научног саветника радио је до августа 1989. године, када је пензионисан. Одговорни је уредник Стручно-информативног билтена "Ерозија". Организовао је 12 међународних студијских путовања бујичара Југославије. 
1948. године, професор Сима М. Милојевић га је повео у истраживања Никшићког поља. После само једног дана боравка у Граховском пољу, Раденко Лазаревић је скупио довољно материјала за свој први научни рад, публикован већ следеће 1949. године у Гласнику Српског географског друштва. Када је 1950. године објављен и његов други рад из студентског периода, под насловом "Рељеф Никшићког поља", Раденко Лазаревић се већ био определио за геоморфологију. Следећих десет година се бавио проблемима регионалне геоморфологије и био је под великим утицајем "школе" професора др Петра Јовановића, којег је изузетно ценио као научника и човека. 
Објавио је монографију о урвинама и почео свестрано да се бави проблемом водне ерозије. Драгоцено искуство, стечено у непрекидној сарадњи са праксом, Раденко Лазаревић је пренео на млађе генерације, објавивши универзитетски уџбеник из геоморфологије.

## Научне, стручне и друштвене активности
Раденко Лазаревић је био потпредседник Српског географског друштва и један од организатора 10. конгреса географа Југославије у Београду. Са рефератима је учествовао на великом броју научних и стручних скупова. Његова предавања у Српском географском друштву, где ретко које године да није иступао, увек су била актуелна, занимљива и добро посећена. Објавио је 10 научних монографија, 85 научна рада, један универзитетски уџбеник и 9 монографија. Оно што је написао а није објављено, заузело би полице читаве једне библиотеке. 
Доста је допринео развоју спелеологије и спелеотуризма код нас. Према његовим пројектима и под његовим непосредним надзором уређене су за туристичке посете пећине: Рајкова пећина код Мајданпека, Лазарева и Верњикица код Злота, Церемошња код Кучева, Рисовача код Аранђеловца, Петничка код Ваљева, Потпећка пећина код Ужица и Леденица код Босанског Грахова. Осим тога, урадио је пројекте за туристичко активирање још пет пећина (Равништарка код Кучева, Стопића пећина на Златибору, Ваганска код Шипова, Чађава код Босанског Грахова и Орловача код Сарајева).

## Радови

### Научни радови из геоморфологије
- Граховско поље, Гласник Српског географског друштва, св. 29, 2, с. 143-146, Београд 1949.
- Рељеф Никшићког поља, Зборник студентских радова Природно-математичког факултета, бр. 2, Београд 1950.
- Рељеф непосредног слива Дунава између Гроцке и Смедерева, Зборник радова Географског института САНУ, књ. 13, с. 165-190, Београд 1957.
- Слив Језаве, Раље и Коњске реке, Зборник радова Географског института САНУ, књ. 13, с. 95-164, Београд 1957.
- Азањска фосилна долина, Посебна издања Српског географског друштва, св, 18, с. 151-172, Нови Сад 1960.

### Научни радови из спелеологије
- Пећина у селу Потпеће, Зборник радова Географског института САНУ, књ. 14, с. 103-135, Београд 1959.
- Пећина Топла пећ, Гласник Српског географског друштва, св. 64, бр. 1, с. 67-69, Београд 1964.
- Уређење пећина у туристичке сврхе, Осми југословенски спелеолошки конгрес (Борско језеро 1980), с. 147-154, Београд 1981.
- Заштита пећине Верњикице, Осми југословенски спелеолошки конгрес (Борско језеро 1980), с. 179-183, Београд 1981.
- Карактеристике и потенцијали пећина уређених за туристичке посете у СР Србији, Саветовање о изградњи склоништа, с. 1-12, Крагујевац 1981.

### Научни радови из хидрографије и хидрологије
- Јадранско-црноморска вододелница у Динарској крашкој области, Зборник радова Института за шумарство и дрвну индустрију, књ. VIII, с. 127-175, Београд 1968.
- Ретензија и прерасподела вода у сливу Јасенице, на основу експерименталних истраживања, Ерозија, бр. 6, с. 29-42, Београд 1975.
- Watershed between the Adriatic and the Black Sea in the Dinaric karst region, Memoris of Serbian Geographical Society, v. 13, s. 53-57, Belgrade 1976
- Подземне хидрографске везе на Дубашници (источни Кучај), Одбор за крас и спелеологију САНУ, књ. II, с. 37-54, Београд 1986.

### Остали радови
- Перспективе географије, Гласник Српског географског друштва, св. 43, 1, с. 1-16, Београд 1963.
- Неки водопривредни проблеми слива Велике Мораве, Гласник Српског географског друштва, св. 45, 1, с. 25-42, Београд 1965.
- Географија и водопривреда, Гласник Српског географског друштва, св. 45, 2, с. 155-168, Београд 1965.

### Уџбеници - монографије
- Геоморфологија (универзитетски уџбеник), с. 1-484, Београд 1975.
- Рајкова пећина, с. 1-115, Мајданпек 1975. (I издање), Београд 1988. (II издање), Београд 1983. (III издање)
- Потпећка пећина, с. 1-72, Ваљево 1988.
- Кучевска потајница, Београд 1991.
- Ледено Доба у Југославији и свету (рукопис)

### Стучно-информативни радови
- Први број Билтена, Ерозија, бр. 1, с. 1-4, Београд 1970.
- I Стручна екскурзија и Саветовање југословенских стручњака за заштиту земљишта од ерозије и уређење бујица. Ерозија, бр. 1, с. 45-46, Београд 1970.
- II Стручна екскурзија и Саветовање југословенских стручњака за заштиту земљишта од ерозије и уређење бујица - Италија, Ерозија, бр. 2, с. 85-187, Београд 1971.

### Научно-истраживачке студије и пројекти
- Преглед рељефа и хидрографије Динарске крашке области, с. 1-156, прилога 11 (за Савезну комисију за водопривреду), Београд 1958.
- Водопривредна основа слива Велике Мораве, св. I (Географски положај и геоморфолошке карактеристике) и св. III (допуна одељка о клими), Савезна комисија за водопривреду, Београд 1958.

### Пројекти за уређење спелеолошких објеката у туристичке сврхе
- Ужичка пећина - пројекат, с. 1-29, прилога 3, Институт за шумарство и дрвну индустрију, Београд 1980. (пројекат је изведен)
- Ваганска пећина (БиХ) - пројекат, с. 1-36, прилога 29, Институт за шумарство и дрвну индустрију, Београд 1980.
- Пећина Равништарка - пројекат, с. 1-37, прилога 28, Институт за шумарство и дрвну индустрију, Београд 1981.
- Стопића пећина - пројекат, с. 1-23, прилога 17, Институт за шумарство и дрвну индустрију, Београд 1985.
- Рисовача - пројекат, с. 1-18, прилога 11, Институт за шумарство и дрвну индустрију, Београд 1983.

### Катастри спелеолошких објеката
- Спелеолошка истраживања кречњачког појаса између Језера и Великог Пека, с. 1-27, прилога 29, Институт за шумарство и дрвну индустрију, Београд 1974.
- Пећина Ваља фундата и кречњачки појас између акумулационог језера и Великог Пека, Институт за шумарство и дрвну индустрију, с. 1-16, прилога 7, Београд 1974.
- Катастар спелеолошких објеката - Слив Малог Пека и слив Шашке, с. 1-43, прилога 34, Институт за шумарство и дрвну индустрију, Београд 1976.
- Катастар спелеолошких објеката - Слив Злотске реке, с. 1-124, прилога 48, Институт за шумарство и дрвну индустрију, Београд 1976.